# Jeanette
Jeanette [ʒaˈnɛt] ist ein aus dem Französischen stammender weiblicher Vorname und das Diminutiv zu Jeanne, der französischen Variante des Namens Johanna. Namenstag ist der 30. Mai.

## Namensträgerinnen

### Künstlername
- Jeanette (Sängerin) (* 1951), spanische Sängerin

### Vorname
- Jeanette Attiger-Suter (1938–1987), Schweizer Landrätin (FDP, Basel-Landschaft)
- Jeanette Bethge (1875–1943), deutsche Schauspielerin bei Bühne und Film
- Jeanette Biedermann (* 1980), deutsche Sängerin, Schauspielerin und Synchronsprecherin
- Jeanette Blömen (* 1983), deutsche Fußballspielerin
- Jeanette Bolden (* 1960), US-amerikanische Leichtathletin
- Jeanette Brunzlow, deutsche Fußballspielerin
- Jeanette Buerling (* 1964), deutsche Filmproduzentin
- Jeanette Bürde († 1875), österreichische Pianistin, Sängerin und Komponistin
- Jeanette Chéro (1927–2023), deutsche Chansonnette
- Jeanette Covacevich (1945–2015), australische Herpetologin
- Jeanette Eitelberger (1838–1909), österreichische Frauenrechtlerin
- Jeanette Epps (* 1970), US-amerikanische Astronautin
- Jeanette Erazo Heufelder (* 1964), deutsche Ethnologin, Dokumentarfilmerin, Autorin mit Schwerpunkt Lateinamerika
- Jeanette Erdmann (1965–2023), deutsche Biologin und Hochschullehrerin
- Jeanette Fitzsimons (1945–2020), neuseeländische Politikerin (Green Party of Aotearoa New Zealand)
- Jeanette G. Grasselli (1928–2025), US-amerikanische Chemikerin und Spektroskopikerin
- Jeanette Hain (* 1969), deutsche Schauspielerin
- Jeanette Hofmann, deutsche Politikwissenschaftlerin
- Jeanette Kessler (1908–1972), britische Skirennläuferin
- Jeanette Kimball (1906–2001), US-amerikanische Jazzmusikerin und Komponistin
- Jeanette Kohl (* 1963), deutschamerikanische Kunsthistorikerin und Hochschullehrerin
- Jeanette Kuhl (* 1965), schwedische Badmintonspielerin
- Jeanette Lee (* 1971), US-amerikanische Poolbillardspielerin
- Jeanette Lindström (* 1971), schwedische Jazz-Sängerin und Songwriterin
- Jeanette Baroness Lips von Lipstrill (1924–2005), österreichische Kunstpfeiferin
- Jeanette Loff (1906–1942), US-amerikanische Schauspielerin und Sängerin
- Jeanette Macchi-Meier (* 1973), schweizerische Moderatorin und Sängerin
- Jeanette MacDonald (1903–1965), US-amerikanische Schauspielerin und Sängerin (Sopran)
- Jeanette Marty (* 1975), Schweizer Eishockeyspielerin
- Jeanette McLeod (1946–2011), britische Jazzsängerin
- Jeanette Mühlmann (* 1952), deutsche Schauspielerin und Produzentin, Autorin, Songwriterin, Sängerin, Tänzerin und Designerin
- Jeanette Myburgh (* 1940), südafrikanische Schwimmerin
- Jeanette Møller (1825–1872), schwedische Historien-, Porträt- und Genremalerin der Düsseldorfer Schule
- Jeanette Nolan (1911–1998), US-amerikanische Schauspielerin
- Jeanette Nordahl (* 1985), dänische Filmregisseurin
- Jeanette Ottesen (* 1987), dänische Schwimmerin
- Jeanette Peper (1916–2003), argentinische Schwimmerin
- Jeanette Rott-Otte (* 1945), deutsche Politikerin (SPD), MdL
- Jeanette Schocken, deutsche Kaufhausbesitzerin
- Jeanette Schultze (1931–1972), deutsche Schauspielerin
- Jeanette Schwerin (1852–1899), deutsche Sozialarbeiterin und Frauenrechtlerin
- Jeanette Scovotti (* 1936), US-amerikanische Sopranistin
- Jeanette Spassova (* 1962), deutsche Schauspielerin bulgarisch-armenischer Herkunft
- Jeanette Wagner (* 1968), deutsche Filmregisseurin und Drehbuchautorin
- Jeanette Wässelius (1784–1853), schwedische Opernsängerin und Schauspielerin
- Jeanette Winterson (* 1959), britische Schriftstellerin
- Jeanette Wohl (1783–1861), deutsche Freundin und Korrespondentin Ludwig Börnes
- Jeanette Wolff (1888–1976), deutsche Politikerin (SPD), MdB und jüdische Funktionärin
- Jeanette Wrate, US-amerikanische Jazzmusikerin
- Jeanette Zwingenberger (* 1962), deutsche Kunsthistorikerin und freischaffende Kuratorin

### Mittelname
- Else Jeanette Dublon (1906–1998), deutsch-israelische Tänzerin, Tanzlehrerin und Choreographin
- Vivian Jeanette Kaplan (* 1946), kanadische Autorin
- Annemarie Jeanette Neubecker (1908–2001), deutsche Klassische Philologin

### Familienname
- Joe Jeanette (1879–1958), US-amerikanischer Boxer im Schwergewicht

## Varianten
- Janet
- Janett
- Janette
- Jannetty
- Jeanett
- Jeanetta
- Jeannetta
- Jeannette
- Netti
- Nettel
- Janny
- Żaneta (poln.)[1]
- Żanetta (poln.)[1]
- Zsanett